# Pleschnitzzinken
Pleschnitzzinken är ett berg i Österrike.   Det ligger i distriktet Liezen och förbundslandet Steiermark, i den centrala delen av landet, 210 km sydväst om huvudstaden Wien. Toppen på Pleschnitzzinken är 1 950 meter över havet.
Terrängen runt Pleschnitzzinken är bergig åt sydost, men åt nordväst är den kuperad. Runt Pleschnitzzinken är det ganska glesbefolkat, med 25 invånare per kvadratkilometer.. Närmaste större samhälle är Schladming, 12,6 km väster om Pleschnitzzinken. 
I omgivningarna runt Pleschnitzzinken växer i huvudsak blandskog.